# Heidi Tjugum
Heidi Marie Tjugum, née le 5 septembre 1973 à Drammen, est une ancienne handballeuse internationale norvégienne évoluant au poste de gardienne de but.

## Palmarès

### En clubs
compétitions internationales
- vainqueur de la coupe EHF (1) en 1999 (avec Viborg HK)
- finaliste de la Ligue des champions en 2001 (avec Viborg HK)

compétitions nationales
- vainqueur du championnat de Norvège (3) en 1992, 1995 (avec Bækkelagets SK) et 2004 (avec Nordstrand IF)
- vainqueur du championnat du Danemark (4) en 1999, 2000, 2001 et 2002 (avec Viborg HK)

- finaliste de la coupe du Danemark en 2000 et 2002 (avec Viborg HK)
- vainqueur de la coupe d'Allemagne (1) en 2007 (avec HC Leipzig)

### En sélection nationale
Jeux olympiques
- médaille de bronze aux Jeux olympiques de 2000 à Sydney
- 4e place aux Jeux olympiques de 1996 à Atlanta
- médaille d'argent aux Jeux olympiques de 1992 à Barcelone

championnats du monde
- vainqueur du championnat du monde féminin 1999
- finaliste du championnat du monde 1997

championnats d'Europe 
- finaliste du championnat d'Europe 2002
- vainqueur du championnat d'Europe 1998
- finaliste du championnat d'Europe 1996

 autres
- début en Équipe de Norvège le 18 février 1992 contre la Corée du Sud

### Distinctions personnelles
- élue meilleure gardienne de but du championnat d'Europe 1996
- élue meilleure gardienne de but du Jeux olympiques 2000[3]